# هشيش تكساني
هشيش تكساني (الاسم العلمي: Psathyrella texensis) هو نوع من الفطريات يتبع جنس الهشيش من الفصيلة الهشيشية.